# セルゲイ・カヤキン
セルゲイ・アレクサンドロヴィチ・カヤキン（Серге́й Алекса́ндрович Каря́кин、1990年1月12日- ）は、シンフェロポリ出身のロシア（以前はウクライナ）のチェスグランドマスターである。早熟の天才で、歴史上最も若い12歳7カ月でグランドマスターとなった。2009年7月のFIDEのイロレーティングでは、ウクライナで2番目の世界20位にランクされ、20歳以下でも世界第2位である。キャリア最高レートは2011年7月の2788。
2009年7月25日、カヤキンはロシアの国籍を得て、それ以降はロシアでプレーしている。

## 神童
カヤキンは5歳の時にチェスを覚え、11歳でインターナショナルマスターになった。2001年には12歳未満世界選手権で優勝し、12歳になったばかりの2002年1月の世界チェス選手権でルスラン・ポノマリオフの公式セコンドを務めたことで注目を集めた。モスクワのAeroflotトーナメントでグランドマスターの基準成績（ノーム）をクリアすると、2002年8月のスダクの国際トーナメントで、卜祥志を抜いて歴史上最も若いグランドマスターとなった。
14歳の時には、ドルトムントの大会で当時のチャンピオンであったウラジミール・クラムニクを早指し対局（持ち時間10分＋1手5秒）で破った。また2004年には、ビルバオで行われたMan vs Machine World Team Championshipで「ジュニア」というプログラムを破り、人類側の初めての勝利者となった。
カヤキンは2005年4月のFIDEランクで、レート2635の第64位として、初めて世界トップ100入りを果たした。ギリシアでのナイジェル・ショートとトーナメント前の練習を行った際、アテネ国際空港への道中で事故にあい、軽傷を負った。その後、ショートは「自分はもう少しでチェスの歴史を変えてしまうところだった」と語っている。

## トップへ
2009年チェス世界選手権の予選も兼ねる2007年のチェスワールドカップで、カヤキンは準決勝でアレクセイ・シロフに敗れた。18歳の誕生日直前に発表された2008年1月のFIDEレートで、通常のグランドマスターからさらに区別されるレート2700を突破し、2732で世界13位につけた。
2008年7月、カヤキンはナイジェル・ショートと10戦の早指しを行い、7.5-2.5で圧勝した。2009年2月、オランダのWijk aan Zeeで開催されたトーナメントのA組で優勝した。
2016年3月、モスクワで開催されたチェス世界選手権の挑戦者決定戦（8名総当りダブルラウンド）で8.5/14の成績で1位となり、マグヌス・カールセンとの世界チャンピオン決定戦に出場が決まった。
2022年3月21日、国際チェス連盟（FIDE）は、カヤキンがロシアのウクライナ侵攻支持を表明したため、6カ月の資格停止処分を科した。

## 私生活
2009年7月24日にウクライナのウーマングランドマスター、カテリーナ・ドルジコワと結婚したが、後に離婚した。